# Livets Mirakel
Livets Mirakel (também conhecido como The Saga of Life ou Odyssey of Life) é um documentário sueco de 1996 dirigido por Mikael Agaton. Foi exibido originalmente na televisão pela SVT.

## Sinopse
O mundialmente famoso fotógrafo científico sueco Lennart Nilsson surpreendeu o mundo nos anos 80 com o documentário de TV The Miracle of Life, agora apresenta o seguimento: The Saga of Life.

## Episódios
| No. | Episódio(s)                     |
| --- | ------------------------------- |
| 1 | "A Evolução"                    |
| A Evolução, descreve o desenvolvimento da vida ao longo de quatro bilhões de anos.                                                                         |                                 |
| 2 | "O mundo desconhecido"          |
| No segundo episódio, O mundo desconhecido, Lennart Nilsson capturou um mundo que está constantemente ao nosso redor, mas que não pode ser visto a olho nu. |                                 |
| 3 | "Lennart Nilsson - O fotógrafo" |
| O terceiro episódio, Lennart Nilsson - O fotógrafo, é o primeiro retrato real já feito deste artesão notável.                                              |                                 |

## Elenco
- David Ogden Stiers ... narrador

## Prêmios
| Ano  | Prêmio             | Categoria           | Resultado |
| ---- | ------------------ | ------------------- | --------- |
| 1996 | Emmy Internacional | Melhor Documentário | Venceu    |
| 1997 | Peabody Awards     |                     | Venceu    |